# Романченко, Николай Степанович
Николай Степанович Романченко — советский хозяйственный деятель.

## Биография
Родился в 1926 году. Член КПСС.
Окончил Алданский горный техникум.
В 1941—1947 гг. — младший, старший рабочий, сменный мастер, прораб партии колонкового бурения Албагарской геологоразведочной партии треста «Востсибуглеразведка».
В 1947—1950 гг. — военнослужащий Советской армии.
В 1950—1953 гг. — машинист установок Холдонской ТЭС.
В 1954—1959 гг. — геолог, старший геолог, главный геолог Патомо-Мараканской Нижне-Мараканской партии треста «Лензолото».
В 1959—1964 гг. — начальник Больше-Патомской группы партий, в 1964—1982 гг. — начальник Кропоткинской геологической партии Бодайбинской экспедиции треста «Лензолото».
За открытие и освоение месторождения Сухой Лог был в составе коллектива удостоен Ленинской премии 1980 года закрытым Постановлением Совета Министров и ЦК КПСС.
Умер после 1996 года.

## Награды
- Орден Октябрьской Революции (1971)
- Орден Трудового Красного Знамени (1974)